# Xariguinita
La xariguinita, també anomenada sharyginita, és un mineral de la classe dels òxids que pertany al subgrup de la brownmil·lerita. Rep el nom en honor de Víktor Xariguin (n. 1964) de l'Institut Sobolev de Geologia i Mineralogia, a Novosibirsk, Rússia.

## Característiques
La xariguinita és un òxid de fórmula química Ca₃TiFe₂O₈. Va ser aprovada com a espècie vàlida per l'Associació Mineralògica Internacional l'any 2017, sent publicada per primera vegada el 2018. Cristal·litza en el sistema ortoròmbic. La seva duresa a l'escala de Mohs es troba entre 5,5 i 6. És l'anàleg de ferro de la shulamitita.
L'exemplar que va servir per a determinar l'espècie, el que es coneix com a material tipus, es troba conservat a les col·leccions del Museu Mineralògic Fersman, de l'Acadèmia de Ciències de Rússia, a Moscú (Rússia), amb el número de registre: 4958/1.

## Formació i jaciments
Va ser descoberta a la pedrera Caspar, situada a la localitat d'Ettringen, dins el districte de Mayen-Koblenz (Renània-Palatinat, Alemanya). També ha estat descrita a Feuerberg, al districte de Vulkaneifel, així com a Àustria, Hongria, Israel, Palestina, Ucraïna i Rússia.